# Ponana inflata
Ponana inflata är en insektsart som beskrevs av Delong 1942. Ponana inflata ingår i släktet Ponana och familjen dvärgstritar. Inga underarter finns listade i Catalogue of Life.